# زیرکونوسن
زیرکونوسن یک ترکیب فرضی با ۱۴ الکترون ظرفیتی است که مشاهده یا جداسازی نشده‌است. این ترکیب فرضی، یک ترکیب آلی فلزی متشکل از دو حلقه سیکلوپنتادی‌انیل است که به یک اتم مرکزی زیرکونیوم متصل شده‌اند. یک سؤال مهم در تحقیقات این است که چه نوع لیگاندهایی را می‌توان برای تثبیت قطعه متالوسن Cp2ZrII استفاده کرد تا آن را برای واکنش‌های بیشتر در سنتز آلی در دسترس قرار دهد.

## ساختار
در مقابل ترکیبات ساندویچی که دارای حلقه‌های سیکلوپنتادینیل موازی هستند که در طرفین مخالف اتم فلز پیوند خورده‌اند، مانند فروسن، زیرکونوسن و سایر متالوسن‌های گروه ۴ ساختار خمیده دارند. بدون تثبیت لیگاندها، قطعه Cp2ZrII ناپایدار است و دیمر می‌شود تا یک کمپلکس فولوالن را تشکیل دهد.